# Вірменія на літніх Олімпійських іграх 2000
Вірменія на літніх Олімпійських іграх 2000 в Сіднеї була представлена 25 спортсменами (23 чоловіки і 2 жінки) у 26 дисциплінах 10 видів спорту: легка атлетика, бокс, веслування на байдарках і каное, стрибки у воду, дзюдо, стрільба, плавання, теніс, важка атлетика і боротьба.. Прапороносцем на церемонії відкриття Олімпіади став борець Вагінак Галстян.
Вірменія вдруге брала участь у літній Олімпіаді. Здобула одну бронзову нагороду. Її виборов Арсен Мелікян у змаганнях  важкоатлетів у вазі 77 кг. Команда Вірменія посіла 71-ше неофіційне місце.

## Медаліст
| Медаль | Спортсмен     | Вид спорту     | Дисципліна         |
| ------ | ------------- | -------------- | ------------------ |
| Бронза | Арсен Мелікян | Важка атлетика | до 77 кг, чоловіки |

## Учасники
| Вид спорту                      | Чоловіки | Жінки | Всього |
| ------------------------------- | -------- | ----- | ------ |
| Бокс                            | 3        | 0     | 3      |
| Боротьба                        | 8        | 0     | 8      |
| Важка атлетика                  | 4        | 0     | 4      |
| Веслування на байдарках і каное | 1        | 0     | 1      |
| Дзюдо                           | 1        | 0     | 1      |
| Легка атлетика                  | 2        | 1     | 3      |
| Плавання                        | 1        | 1     | 2      |
| Стрільба                        | 1        | 0     | 1      |
| Стрільба                        | 1        | 0     | 1      |
| Теніс                           | 1        | 0     | 1      |
| Усього                          | 23       | 2     | 25     |

## Бокс
| Категорія      | Спортсмен | 1/32                            | 1/16                         | Чвертьфінал                  | Півфінал           | Фінал              | Місце      |
| Категорія      | Спортсмен | Суперник Результат              | Суперник Результат           | Суперник Результат           | Суперник Результат | Суперник Результат | Місце      |
| -------------- | --------- | ------------------------------- | ---------------------------- | ---------------------------- | ------------------ | ------------------ | ---------- |
| Вік Дарчинян   | до 51 кг  | Bye                             | Ільфат Разяпов (RUS) W 20–11 | Булат Жумаділов (KAZ) L 8–15 | не пройшов         | не пройшов         | не пройшов |
| Арам Рамазян   | до 54 кг  | Теймураз Хурцилава (GEO) L 9–12 | не пройшов                   | не пройшов                   | не пройшов         | не пройшов         | не пройшов |
| Артур Геворгян | до 60 кг  | Нуржан Карімжанов (KAZ) L 6–16  | не пройшов                   | не пройшов                   | не пройшов         | не пройшов         | не пройшов |

## Боротьба
Греко-римська боротьба
| Спортсмен          | Категорія | Груповий турнір               | Груповий турнір              | Груповий турнір         | Чвертьфінал        | Півфінал           | Фінал              | Фінал |
| Спортсмен          | Категорія | Суперник Результат            | Суперник Результат           | Місце                   | Суперник Результат | Суперник Результат | Суперник Результат | Місце |
| ------------------ | --------- | ----------------------------- | ---------------------------- | ----------------------- | ------------------ | ------------------ | ------------------ | ----- |
| Карен Мнацаканян   | −58 кг    | Ігор Петренко (BLR) L 2-4     | Джим Грюнвальд (USA) L 3-4   | n/a                     | не пройшов         | не пройшов         | не пройшов         | 15    |
| Вагінак Галстян    | −63 кг    | Акакій Чачуа (GEO) L 5-6      | Ї Шаньджунь (CHN) W 2-2      | n/a                     | не пройшов         | не пройшов         | не пройшов         | 12    |
| Левон Гегамян      | −76 кг    | Дімітріос Авраміс (GRE) L 1-3 | Ара Абрахамян (SWE) L 0-3    | n/a                     | не пройшов         | не пройшов         | не пройшов         | 18    |
| Рафаель Самургашев | −97 кг    | Рейнальдо Пенья (CUB) W 1–0   | Сергій Матвієнко (KAZ) L 0-6 | n/a                     | не пройшов         | не пройшов         | не пройшов         | 14    |
| Гайказ Галстян     | −130 кг   | Джузеппе Джунта (ITA) L 0-1   | Рулон Гарднер (USA) L 0-6    | Омране Аярі (TUN) W 3-2 | не пройшов         | не пройшов         | не пройшов         | 13    |

Вільна боротьба
| Спортсмен        | Категорія | Груповий турнір               | Груповий турнір                | Груповий турнір             | Чвертьфінал                 | Півфінал           | Фінал              | Фінал |
| Спортсмен        | Категорія | Суперник Результат            | Суперник Результат             | Місце                       | Суперник Результат          | Суперник Результат | Суперник Результат | Місце |
| ---------------- | --------- | ----------------------------- | ------------------------------ | --------------------------- | --------------------------- | ------------------ | ------------------ | ----- |
| Мартін Берберян  | −58 кг    | Євген Буслович (UKR) L 1-5    | Отмар Кунер (GER) W 14-2       | Аріф Абдуллаєв (AZE) W 11-1 | не пройшов                  | не пройшов         | не пройшов         | 6     |
| Аршак Гайрапетян | −63 кг    | Максат Бобурбеков (KGZ) W 6-2 | Микола Савін (BLR) W 7-4       | n/a                         | Мохаммад Талаей (IRI) L 2-3 | не пройшов         | не пройшов         | 5     |
| Араїк Геворгян   | −69 кг    | Арсен Гітінов (RUS) L 1-3     | Ніколаос Лоїзідіс (GRE) W 12-2 | Едісон Уртадо (COL) W 10-0  | не пройшов                  | не пройшов         | не пройшов         | 7     |

## Важка атлетика
| Спортсмен      | Дисципліна | Ривок (кг) | Поштовх (кг) | Разом (кг) | Місце             |
| -------------- | ---------- | ---------- | ------------ | ---------- | ----------------- |
| Рудік Петросян | до 69 кг   | 147.5      | 187.5        | 335.0      | 5                 |
| Арсен Мелікян  | до 77 кг   | 167.5      | 197.5        | 365.0      | 3                 |
| Гагік Хачатрян | до 85 кг   | 175.0      | 205.0        | 380.0      | 5                 |
| Ашот Даніелян  | +105 кг    | 207.5      | 257.5        | 465.0      | дискваліфікований |

## Веслування на байдарках і каное
| Спортсмен          | Дисципліна                            | Перший раунд | Перший раунд | Півфінал          | Півфінал          | Фінал      | Фінал      |
| Спортсмен          | Дисципліна                            | Час          | Місце        | Час               | Місце             | Час        | Місце      |
| ------------------ | ------------------------------------- | ------------ | ------------ | ----------------- | ----------------- | ---------- | ---------- |
| Володимир Грушихін | байдарки-одиночки, 500 м. (чоловіки)  | 1:42.430     | 4 Q          | дискваліфікований | дискваліфікований | не пройшов | не пройшов |
| Володимир Грушихін | байдарки-одиночки, 1000 м. (чоловіки) | 3:40.623     | 5 Q          | 3:41.143          | 4                 | не пройшов | не пройшов |

## Дзюдо
| Спортсмен       | Категорія          | 1/32                  | 1/16               | Чвертьфінал        | Півфінал           | Втішний раунд 1    | Втішний раунд 2    | Втішний раунд 3    | Фінал / ББ         | Фінал / ББ |
| Спортсмен       | Категорія          | Суперник Результат    | Суперник Результат | Суперник Результат | Суперник Результат | Суперник Результат | Суперник Результат | Суперник Результат | Суперник Результат | Місце      |
| --------------- | ------------------ | --------------------- | ------------------ | ------------------ | ------------------ | ------------------ | ------------------ | ------------------ | ------------------ | ---------- |
| Вардан Восканян | до 60 кг, чоловіки | Марек Матушек (SVK) L | не пройшов         | не пройшов         | не пройшов         | не пройшов         | не пройшов         | не пройшов         | не пройшов         | не пройшов |

## Легка атлетика
| Спортсмен        | Дисципліна                  | Гіт/Кваліфікація | Гіт/Кваліфікація | Півфінал   | Півфінал   | Фінал      | Фінал      |
| Спортсмен        | Дисципліна                  | Результат        | Місце            | Результат  | Місце      | Результат  | Місце      |
| ---------------- | --------------------------- | ---------------- | ---------------- | ---------- | ---------- | ---------- | ---------- |
| Ширак Погосян    | стрибки у довжину, чоловіки | 7.24             | 44               | Н/Д        | Н/Д        | не пройшов | не пройшов |
| Армен Мартиросян | потрійний стрибок, чоловіки | 14.95            | 35               | Н/Д        | Н/Д        | не пройшов | не пройшов |
| Анна Насілян     | 800 м, жінки                | 2:14.86          | 7                | не пройшла | не пройшла | не пройшла | не пройшла |

## Плавання
| Спортсмен       | Дисципліна                    | Гіт   | Гіт   | Півфінал   | Півфінал   | Фінал      | Фінал      |
| Спортсмен       | Дисципліна                    | Час   | Місце | Час        | Місце      | Час        | Місце      |
| --------------- | ----------------------------- | ----- | ----- | ---------- | ---------- | ---------- | ---------- |
| Дмитро Маргарян | 50 м вільним стилем, чоловіки | 25.29 | 58    | не пройшов | не пройшов | не пройшов | не пройшов |
| Юліана Михеєва  | 50 м вільним стилем, жінки    | 29.79 | 63    | не пройшла | не пройшла | не пройшла | не пройшла |

## Стрибки у воду
| Спортсмен         | Дисципліна                  | Кваліфікація | Кваліфікація | Півфінал   | Півфінал   | Фінал      | Фінал      |
| Спортсмен         | Дисципліна                  | Бали         | Місце        | Бали       | Місце      | Бали       | Місце      |
| ----------------- | --------------------------- | ------------ | ------------ | ---------- | ---------- | ---------- | ---------- |
| Ованес Автандилян | вишка, 10 метрів (чоловіки) | 284.91       | 38           | не пройшов | не пройшов | не пройшов | не пройшов |

## Стрільба
| Спортсмен      | Дисципліна                                       | Кваліфікація | Кваліфікація | Фінал      | Фінал      |
| Спортсмен      | Дисципліна                                       | Бали         | Місце        | Бали       | Місце      |
| -------------- | ------------------------------------------------ | ------------ | ------------ | ---------- | ---------- |
| Грачія Петикян | Гвинтівка з трьох положень, 50 метрів (чоловіки) | 1156         | 29           | не пройшов | не пройшов |

## Теніс
| Спортсмен      | Дисципліна                 | 1/64                            | 1/32               | 1/16               | Чвертьфінал        | Півфінал           | Фінал              | Фінал      |
| Спортсмен      | Дисципліна                 | Суперник Результат              | Суперник Результат | Суперник Результат | Суперник Результат | Суперник Результат | Суперник Результат | Rank       |
| -------------- | -------------------------- | ------------------------------- | ------------------ | ------------------ | ------------------ | ------------------ | ------------------ | ---------- |
| Саргіс Саргсян | одиночний турнір, чоловіки | Крістіан Плесс (DEN) L 3–6, 4–6 | не пройшов         | не пройшов         | не пройшов         | не пройшов         | не пройшов         | не пройшов |